# (2615) Saito
(2615) Saito – planetoida z pasa głównego asteroid okrążająca Słońce w ciągu 5 lat i 241 dni w średniej odległości 3,17 j.a. Została odkryta 4 września 1951 roku w Landessternwarte Heidelberg-Königstuhl w Heidelbergu przez Karla Reinmutha. Nazwa planetoidy pochodzi od Keijiego Saito, japońskiego astrofizyka. Przed nadaniem nazwy planetoida nosiła oznaczenie tymczasowe (2615) 1951 RJ.